# Cobra Bleu
Cobra Bleu, född 29 augusti 2012 i Frankrike, är en fransk varmblodig travhäst. Han tränades och kördes av Pierre Vercruysse.
Cobra Bleu tävlade åren 2014–2020 och sprang in 494 290 euro på 58 starter varav 10 segrar, 2 andraplatser och 5 tredjeplatser. Han tog karriärens största seger kom i Prix Albert-Viel (2015). Han segrade även i Prix de Gien (2015), Prix de Saintes (2015), Prix Éphrem Houel (2016), Prix Phaeton (2016) och Grand Prix du Nord des 5 ans (2017) samt kom han på andraplats i Critérium des 3 ans (2015), Grand Prix du Nord des 4 ans (2016) och på tredjeplats i Prix de Faulquemont (2015) och Prix du Forez (2019).

## Statistik
| Statistik för Cobra Bleu (Ref.) | Statistik för Cobra Bleu (Ref.) | Statistik för Cobra Bleu (Ref.) | Statistik för Cobra Bleu (Ref.) | Statistik för Cobra Bleu (Ref.) | Statistik för Cobra Bleu (Ref.) |
| ------------------------------- | ------------------------------- | ------------------------------- | ------------------------------- | ------------------------------- | ------------------------------- |
| Starter                         | Placeringar                     | Startprissumma                  | Segerprocent                    | Platsprocent                    | Rekord                          |
| 58                              | 10-2-5                          | 494 290 euro                    | 17 %                            | 29 %                            | 1.10,8ak,                       |

### Större segrar
| År   | Lopp              | Kusk              | Vinstbelopp | Grupp   |
| ---- | ----------------- | ----------------- | ----------- | ------- |
| 2015 | Prix Albert-Viel  | Pierre Vercruysse | 90 000 EUR  | Grupp 1 |
| 2015 | Prix de Gien      | Pierre Vercruysse | 36 000 EUR  | Grupp 3 |
| 2016 | Prix Éphrem Houel | Pierre Vercruysse | 54 000 EUR  | Grupp 2 |
| 2016 | Prix Phaeton      | Pierre Vercruysse | 54 000 EUR  | Grupp 2 |